# Göta lejon, Blekinge
Bastion Göta Lejon i Karlskrona anlades under 1700-talets förra hälft på Björkholmen strax väster om Trossö för beskjutning av sundet mellan Saltö och Björkholmen. Ritningen hade fastställts 1694. Bastionen lär aldrig ha blivit fullständigt färdig och var förfallen redan 1770. 1789 godkändes förslaget att uppföra ett batteri med fyrugn på Björkholmens södra udde, men inte heller detta fullbordades. Redan i början av 1900-talet syntes knappast några spår efter bastionen.
Bastion Göta lejon gav förmodligen namn åt Amiralitetsapoteket Göta Lejon i Karlskrona.